# Planets (Eloy)
Planets è un album discografico  del gruppo tedesco Eloy, pubblicato nel 1981 dall'etichetta discografica EMI Electrola.

## Tracce
1. Introduction – 3:20
2. On the Verge of Darkening Lights – 6:19
3. Point of No Return – 5:45
4. Mysterious Monolith – 5:12
5. Queen of the Night – 5:22
6. At the Gates of Dawn – 4:17
7. Sphinx – 6:50
8. Sunset – 3:15

## Formazione
- Frank Bornemann — voce, chitarra
- Hannes Arkona — tastiera
- Hannes Folberth — tastiera
- Klaus-Peter Matziol — basso
- Jim McGillivray — batteria